# Хеденвинд-Эрикссон, Густав
Густав Геденвинд-Эрикссон (швед. Gustav Hedenvind-Eriksson; 17 мая 1880, Емтланд, Норрланд — 17 апреля 1967, Стокгольм, Швеция) — шведский писатель
, новеллист. Один из зачинателей шведской пролетарской литературы.

## Биография
Дебютировал как прозаик в 1910 году опубликовав социальный роман «Ur en fallen skog». Впоследствии издал такие романы, как «Vid Eli vågor» (1914), «Järnets gåta» (1921) и «På friköpt jord» (1930). Под впечатлением Первой мировой войны его реалистический стиль повествования уступил место пессимистической и неясной, символической прозе в романах «Tiden och-en natt» (1918), «En dröm i seklets natt» (1919), «Järnets gåta» (1921) и «Orions bälte» (1924), где тема судьб героев часто связана с исторической, хроникальной перспективой.
В его книгах часто прослеживается опыт автора как лесоруба, землекопа и моряка и вдохновлены устными преданиями, которые он слышал в детстве на своей родине. Автор отражает в своих книгах столкновение между крестьянской жизнью и индустриализмом, а также между коллективизмом и индивидуализмом .
В 1959 году получил премию Доблоуга, в 1961 г. – Главную премию Девяти.

## Избранная библиография
- Ur en fallen skog, 1910
- Branden (1911)
- Vid Eli vågor (1914)
- Tiden och – en natt (1918)
- En dröm i seklets natt (1919)
- Järnets gåta (1921)
- Orions bälte (1924)
- De förskingrades arv (1926)
- Det bevingade hjulet (1928)
- På friköpt jord (1930)
- Jämtländska sagor (1941)
- Gismus Jägares saga (1959)
- Med rallarkärra mot dikten (1944)
- Med dikten mot befrielse